# 뇌물죄
뇌물죄(賂物罪)는 공적 권력을 이용하여 사적인 이익을 얻는 부패를 예방하기 위한 공무원 범죄이다.

## 설명

### 직무
뇌물죄에서 말하는 '직무'는 법령에 정하여진 직무뿐만 아니라 그와 관련 있는 직무, 과거에 담당하였거나 장래에 담당할 직무 외에 사무분장에 따라 현실적으로 담당하지 않는 직무라도 법령상 일반적인 직무권한에 속하는 직무 등 공무원이 그 직위에 따라 공무로 담당할 일체의 직무로서 직무와 밀접한 관계가 있는 행위 또는 관례상이나 사실상 소관하는 직무행위도 포함한다.뇌물은 직무에 관하여 수수된 것으로 족하고 개개의 직무행위와 대가적 관계에 있을 필요는 없으며, 그 직무행위가 특정된 것일 필요도 없다.

### 대가성
공무원이 그 직무의 대상이 되는 사람으로부터 금품 기타 이익을 받은 때에는 그것이 그 사람이 종전에 공무원으로부터 접대 또는 수수받은 것을 갚는 것으로서 사회상규에 비추어 볼 때에 의례상의 대가에 불과한 것이라고 여겨지거나, 개인적인 친분관계가 있어서 교분상의 필요에 의한 것이라고 명백하게 인정할 수 있는 경우 등 특별한 사정이 없는 한 직무와의 관련성이 없는 것으로 볼 수 없고, 공무원의 직무와 관련하여 금품을 수수하였다면 비록 사정이 없는 한 직무와의 관련성이 없는 것으로 볼 수 없고, 공무원의 직무와 관련하여 금품을 수수하였다면 비록 사교적 의례의 형식을 빌어 금품을 주고 받았다 하더라도 그 수수한 금품은 뇌물이 된다.

### 뇌물죄 성립 및 묵시적 청탁 인정
공무원이 실질적인 경영자로 있는 회사가 청탁 명목의 금원을 회사 명의로 예금계좌로 송금받은 사회통념상 위 공무원이 직접 받은 것과 같이 평가할 수 있어 뇌물수수죄가 성립한다.
은밀하게 이뤄지는 부패 범죄의 특성상 '묵시적 청탁'이 인정된다.

## 판례
- 공무원이 직무집행의 의사 없이 또는 직무처리와 대가적 관계없이 타인을 공갈하여 재물을 교부하게 한 경우에는 공갈죄만이 성립하고, 이러한 경우 재물의 교부가 공무원의 해악의 고지로 인하여 외포의 결과 재물을 교부한 것이라면 교부자는 공갈죄의 피해자가 될 것이고 뇌물공여죄는 성립될 수 없다고 하여야 할 것이다[2].
- 뇌물죄에 있어서 금품을 수수한 장소가 공개된 장소이고, 금품을 수수한 공무원이 이를 개인적 용도가 아닌 회식비나 직원들의 휴가비로 소비하였을 뿐 자신의 사리를 취한 바 없다 하더라도 뇌물죄가 성립한다.[3].
- 수수된 금품의 뇌물성을 인정하기 위하여는 개개의 직무행위와 대가적 관계에 있을 필요는 없고, 전체적 포괄적으로 대가관계가 있으면 족하다.[4]
- 뇌물을 수수한 자가 공동수수자가 아닌 교사범 또는 종범에게 뇌물 중 일부를 사례금 등의 명목으로 교부하였다면 이는 뇌물을 수수하는 데 따르는 부수적 비용의 지출 또는 뇌물의 소비행위에 지나지 아니하므 로, 뇌물수수자에게서 수뢰액 전부를 추징하여야 한다[5]
- 공무원이 직접 뇌물을 받지 않고 증뢰자로 하여금 자신이 채무를 부담하고 있었던 제3자에게 뇌물을 공여하게 함으로써 자신의 지출을 면하였다면 형법 제129조 제1항의 단순수뢰죄가 성립한다.[6]
- 임용될 당시 지방공무원법상 임용결격자임에도 공무원으로 임용되어 계속 근무하던 중 직무 에 관하여 뇌물을 수수한 경우, 임용행위의 무효에도 불구하고 뇌물수수죄의 성립을 인정할 수 있다.[7]
- 뇌물공여죄가 성립하기 위하여는 반드시 상대방 측에서 뇌물수수죄가 성립하여야 하는 것은 아니다.[8]
- 공무원 甲이 A주식회사로부터 뇌물을 받은 후 A회사에 유리하게 관계 법령을 해석하여 감액처분을 하였는데, 과세 대상에 관한 규정이 명확하지 않고 그에 관한 확립된 선례도 없어 甲의 처분이 위법하지 않은 경우 甲에게 수뢰후부정처사죄가 성립하지 않는다.[9]
- 알선뇌물요구죄가 성립하기 위하여는 뇌물을 요구할 당시 반드시 상대방에게 알선에 의하여 해결을 도모하여야 할 현안이 존재하여야 할 필요는 없다.[10]
- 공무원이 그 지위를 이용하여 다른 공무원의 정당한 직무에 속한 사항의 알선에 관하여 뇌물을 약속한 경우에도 알선뇌물약속죄가 성립한다.[11]
- 알선뇌물수수죄에서 ‘그 지위를 이용하여’라 함은 친구, 친족관계 등 사적인 관계를 이용 하는 경우에는 이에 해당한다고 할 수 없으나, 다른 공무원이 취급하는 사무의 처리에 법률상이거나 사실상으로 영향을 줄 수 있는 관계에 있는 공무원이 그 지위를 이용하는 경우에는 이에 해당하고 그 사이에 상하관계 협동관계 감독권한 등의 특수한 관계가 있음을 요하지 않는다.[12]
- 공무원이 뇌물을 받는 데에 필요한 경비를 지출한 경우 그 경비는 뇌물수수의 부수적 비용에 불과하여 뇌물의 가액과 추징액에서 공제할 항목에 해당하지 않는다. 뇌물을 받는 주체가 아닌 자가 수고비로 받은 부분이나 뇌물을 받기 위하여 형식적으로 체결된 용역계약에 따른 비용으로 사용된 부분은 뇌물수수의 부수적 비용에 지나지 않는다. 뇌물을 받는다는 것은 영득의 의사로 금품을 받는 것을 말하므로, 뇌물인지 모르고 받았다가 뇌물임을 알고 즉시 반환하거나 또는 증뢰자가 일방적으로 뇌물을 두고 가므로 나중에 기회를 보아 반환할 의사로 어쩔 수 없이 일시 보관하다가 반환하는 등 영득의 의사가 없었다고 인정되는 경우라면 뇌물을 받았다고 할 수 없다. 그러나 피고인이 먼저 뇌물을 요구하여 증뢰자로부터 돈을 받았다면 피고인에게는 받은 돈 전부에 대한 영득의 의사가 인정된다.[13]
- 뇌물수수의 공범자들 사이에 직무와 관련하여 금품이나 이익을 수수하기로 하는 명시적 또는 암묵적 공모관계가 성립하고 그 공모 내용에 따라 공범자 중 1인이 금품이나 이익을 수수하였다면, 사전에 특정 금액 이하로만 받기로 약정하였다든가 수수한 금액이 공모 과정에서 도저히 예상할 수 없는 고액이라는 등과 같은 특별한 사정이 없는 한, 공모자 전원에게 그 수수한 금품이나 이익 전부에 관하여 뇌물수수죄의 공모공동정범이 성립한다.[14]
- 뇌물약속죄는 직무와 관련하여 장래에 뇌물을 주고받겠다는 양 당사자의 의사표시가 확정적으로 합치하면 성립하고, 뇌물의 목적물이 이익인 경우에는 그 가액이 확정되어 있지 않더라도 문제되지 아니한다.[15]
- 제3자뇌물제공죄에 있어서 묵시적 의사표시에 의한 부정한 청탁이 있다고 하려면 청탁의 대상이 되는 직무집행의 내용과 제3자에게 제공되는 이익이 그 직무집행에 대한 대가라는 점에 대하여 공무원과 이익 제공자 사이에 공통의 인식이나 양해가 있어야 한다.[16]
- 뇌물죄는 직무집행의 공정과 이에 대한 사회의 신뢰에 기초하여 직무행위의 불가매수성을 보호법익으로 하고 있고, 직무에 관한 청탁이나 부정한 행위를 필요로 하지 않으므로 뇌물성을 인정하는 데 특별히 의무위반 행위나 청탁의 유무 등을 고려할 필요가 없고, 금품수수 시기와 직무집행 행위의 전후를 가릴 필요도 없다. 뇌물죄에서 말하는 ‘직무’에는 법령에 정하여진 직무뿐만 아니라 그와 관련 있는 직무, 관례상이나 사실상 소관하는 직무행위, 결정권자를 보좌하거나 영향을 줄 수 있는 직무행위, 과거에 담당하였거나 장래에 담당할 직무 외에 사무분장에 따라 현실적으로 담당하고 있지 않아도 법령상 일반적인 직무권한에 속하는 직무 등 공무원이 그 직위에 따라 담당할 일체의 직무를 포함한다.[17]
- 음주운전을 적발하여 단속에 관련된 제반 서류를 작성한 후 운전면허 취소업무를 담당하 는 직원에게 이를 인계하는 업무를 담당하는 경찰관이 피단속자로부터 운전면허가 취소되지 않도록 하여 달라는 청탁을 받고 금원을 교부받은 경우 뇌물수수죄가 성립한다.[18]
- 임용될 당시 공무원법상 임용결격자에 해당하여 임용행위는 무효였지만 그 후 공무원으 로 계속 근무하면서 직무에 관하여 뇌물을 수수한 경우, 수뢰죄가 성립한다.[19]
- 뇌물을 수수한다는 것은 영득의 의사로 금품을 수수하는 것을 말하므로, 뇌물인지 모르고 이를 수수하였다가 뇌물임 을 알고 즉시 반환하거나, 증뢰자가 일방적으로 뇌물을 두고 가므로 후일 기회를 보아 반환할 의사로 어쩔 수 없이 일시 보관하다가 반환하는 등 그 영득의 의사가 없었다고 인정되는 경우라면 뇌물을 수수하였다고 할 수 없다.[20].
- 형법 제129조 제1항 뇌물수수죄는 공무원이 직무에 관하여 뇌물을 수수한 때에 적용되는 것으로서, 공무원이 직접 뇌물을 받지 아니하고 증뢰자로 하여금 다른 사람에게 뇌물을 공여하도록 한 경우라도 다른 사람이 공무원의 사자 또는 대리인으로서 뇌물을 받은 경우 등과 같이 사회통념상 다른 사람이 뇌물을 받은 것을 공무원이 직접 받은 것과 같이 평가할 수 있는 관계가 있는 경우에는 형법 제129조 제1항 뇌물수수죄가 성립하고, 이러한 법리는 공무원으로 의제되는 정비사업전문관리업자의 임·직원이 직무에 관하여 자신이 아닌 정비사업전문관리업자 또는 그 밖의 제3자에게 뇌물을 공여하게 하는 경우에도 마찬가지이다.[21]
- 국립대학교 부설 연구소가 국가와는 별개의 지위에서연구소라는 단체의 명의로 체결한 어업피해조사용역계약상의과업 내용에 의하여 국립대학교 교수가 위 연구소 소속연구원으로서 수행하는 조사용역업무는 교육공무원의 직무 또는 그와 밀접한 관계가 있거나 그와 관련된 행위에 해당한다고 볼 수 없다.[22]
- 공무원이 직무와 관련하여 뇌물수수를 약속하고 퇴직후이를 수수하는 경우에는 뇌물약속과 뇌물수수가 시간적으로근접하여 연속되어 있다고 하더라도, 뇌물약속죄 및 사후수뢰죄가 성립할 수 있음은 별론으로 하고, 뇌물수수죄는성립하지 않는다.[23]

### 직무의 정의
- 공무원이 수수·요구 또는 약속한 금품에 그 직무행위에 대한 대가로서의 성질과 직무 외의 행위에 대한 사례로서의 성질이 불가분적으로 결합되어 있는 경우에는, 그 수수·요구 또는 약속한 금품 전부가 불가분적으로 직무행위에 대한 대가로서의 성질을 가진다.[24]
- 뇌물죄에서 말하는 '직무'에는 법령에 정하여진 직무뿐만 아니라 그와 관련 있는 직무, 과거에 담당하였거나 장래에 담당할 직무 외에 사무분장에 따라 현실적으로 담당하지 않는 직무라도 법령상 일반적인 직무권한에 속하는 직무 등 공무원이 그 직위에 따라 공무로 담당할 일체의 직무로서 직무와 밀접한 관계가 있는 행위 또는 관례상이나 사실상 소관하는 직무행위도 포함한다.[25]
- 공무원이 직무와 관련하여 금품을 수수하였다면 비록 사교적 의례의 형식을 빌렸다 하더라도 그 수수한 금품은 뇌물이다.[26]
- 피고인의 뇌물수수가 공여자들의 함정교사에 의한 것이기는 하나, 뇌물공여자들에게 피고인을 함정에 빠뜨릴 의사만 있었고 뇌물공여의 의사가 전혀 없었다고 보기 어려울 뿐 아니라, 뇌물공여자들의 함정교사라는 사정은 피고인의 책임을 면하게 하는 사유가 될 수 없다.[27]
- 뇌물죄에서 뇌물의 내용인 이익이라 함은 금전, 물품 기타의 재산적 이익뿐만 아니라 사람의 수요 욕망을 충족시키기에 족한 일체의 유형, 무형의 이익을 포함한다고 해석되고, 투기적 사업에 참여할 기회를 얻는 것도 이에 해당한다[28]
- 뇌물죄에서 뇌물의 내용인 이익이라 함은 금전, 물품 기타의 재산적 이익뿐만 아니라 사람의 수요·욕망을 충족시키기에 족한 일체의 유형·무형의 이익을 포함하며, 제공된 것이 성적 욕구의 충족이라고 하여 달리 볼 것이 아니다[29].
- 경찰청 정보과 근무 경찰관의 직무와 중소기업협동조합중앙회장의 외국인산업연수생에 대한 국내관리업체 선정업무는 직무관련성이 없다[30].
- 경찰관이 장기간에 걸쳐 여러 번 오토바이를 오토바이 상회 운영자에게 보관시키고도 경찰관 스스로 소유자를 찾아 반환하도록 처리하거나 상회 운영자에게 반환 여부를 확인한 일이 전혀 없고, 상회 운영자로부터 오토바이를 보내준 대가 또는 그 처분대가로 돈까지 지급받았다면, 경찰관의 이와 같은 행위는 습득물을 단순히 상회 운영자에게 보관시 키거나 소유자를 찾아서 반환하도록 협조를 구한 정도를 벗어나 상회 운영자에게 그 습득물에 대한 임의적인 처분까지 용인한 것으로서 습득물 처리 지침에 따른 직무를 의식적으로 방임 내지 포기하고 정당한 사유 없이 직무를 수행하지 아니한 경우에 해당한다[31].

### 뇌물성
- 정치자금 명목으로 금원을 받았지만 그것이 정치인인 당해 공무원의 직무행위에 대한 대가로서의 실체를 갖는다면 뇌물성이 인정된다[32].

### 뇌물수수의 고의
- 사례조로 교부받은 자기앞수표를 은행에 예치하였다가 2주일 후에 반환하였다고 하더라도 뇌물수수의 고의는 인정된다[33].

### 몰수와 추징
- 뇌물로 수수한 금원을 소비하고 난 후에 그 금액 상당을 반환하였다 하더라도 수뢰자로부터 그 가액을 ‘추징’하여야 한다.[34]
- 수뢰자가 뇌물을 그대로 보관하였다가 증뢰자에게 반환하였다면 증뢰자로부터 몰수 또는 추징하여야 한다[35].
- 수인이 공동하여 수수한 뇌물을 분배한 경우에는 각자로부터 실제로 분배받은 금품만을 개별적으로 몰수하거나 그 가액을 추징하여야 한다[36].
- 형법 제134조의 규정에 의한 필요적 몰수 또는 추징은, 범인이 취득한 당해 재산을 범인으로부터 박탈하여 범인으로 하여금 부정한 이익을 보유하지 못하게 함에 그 목적이 있는 것으로서, 공무원의 직무에 속한 사항의 알선에 관하여 금품을 받고 그 금품 중의 일부를 받은 취지에 따라 청탁과 관련하여 관계 공무원에게 뇌물로 공여하거나 다른 알선행위자에게 청탁의 명목으로 교부한 경우에는 그 부분의 이익은 실질적으로 범인에게 귀속된 것이 아니어서 이를 제외한 나머지 금품만을 몰수하거나 그 가액을 추징하여야 한다[37]

### 사교적 의례의 선물
뇌물은 직무에 관한 행위의 대가로서의 불법한 이익을 말하므로 직무와 관련없이 단순히 사교적인 예의로서 하는 증여는 뇌물이라고 할 수 없으나, 직무행위와의 대가관계가 인정되는 경우에는 비록 사교적 예의의 명목을 빌더라도 뇌물성을 부정할 수 없다.

### 수액 판단 기준
- 특정범죄가중처벌등에관한법률 제2조 제1항의 적용 여부를 가리는 수액을 정함에 있어서는 그 공범자 전원의 수액을 합한 금액을 기준으로 하여야 할 것이고, 각 공범자들이 실제로 취득한 금액이나 분배받기로 한 금액을 기준으로 할 것이 아니다[38]

## 수뢰죄
수뢰죄(收賂罪)는 공무원 또는 중재인이 그 직무에 관하여 뇌물을 수수·요구 또는 약속하는 죄이다. 5년 이하의 징역 또는 10년 이하의 자격정지에 처한다(129조 1항). 광의의 수뢰죄에는 사전수뢰죄(129조 2항)·제3자 뇌물공여죄(130조)·수뢰 후 부정처사죄(131조 1항)·사후수뢰죄(131조 2항)·알선수뢰죄(132조)가 포함된다. 본죄의 보호법익은 직무의 불가매수성(不可買收性)이다. 주체는 공무원 또는 중재인이다(신분범). 중재인은 법령에 의하여 중재 직무를 담당하는 자(예；노쟁 30조 이하의 중재위원)를 말하며, 단순한 사실상의 중재인은 여기서의 중재인이 아니다. 수수(收受)란 뇌물을 취득하는 것, '요구'는 뇌물 제공을 청구하는 것 '약속'은 뇌물의 요구에 대하여 그 제공을 승낙하는 것을 말한다. 청탁은 유무, 그 대가로서 어떠한 직무집행을 할 의사의 유무는 본죄의 성립과 관계 없다.

## 사전수뢰죄
사전수뢰죄(事前收賂罪)는 공무원 또는 중재인이 될 자가 그 담당할 직무에 관하여 청탁을 받고 뇌물을 수수·요구 또는 약속한 후에 공무원 또는 중재인이 됨으로써 성립하는 죄이다. 3년 이하의 징역 또는 7년 이하의 자격정지에 처한다(129조 2항). '공무원이 될 자'라 함은 공무원으로서 채용원(採用願)을 제출하였으나 아직 채용되지 아니한 자라든가 선거에 당선된 자 같은 것을 말한다. '청탁'은 장래의 일정한 직무행위를 내용으로 하는 의뢰이며 정당한 직무행위의 의뢰도 포함된다. 공무원 또는 중재인이 되는 것이 객관적 처벌조건이다.

## 제3자 뇌물공여죄
제삼자뢰물공여죄(第三者賂物供與罪)는 공무원 또는 중재인이 그 직무에 관하여 부정한 청탁을 받고 제3자에게 뇌물을 공여하게 하거나 공여를 요구 또는 약속하는 죄이다. 5년 이하의 징역 또는 10년 이하의 자격정지에 처한다(130조). 공무원 등이 스스로 뇌물을 수수하는 것이 아니라 제3자에게 제공하게 하는 것이 특색이다. 제3자란 정범(正犯)에 해당하는 공무원 이외의 자를 말하며 자연인·법인 기타 법인격(法人格)이 없는 단체를 모두 포함한다. 예컨대 관청의 외곽단체는 그 전형적인 예가 된다. 제3자는 주체인 공무원과 관계없는 자라도 상관 없다. 실질적으로는 당해 공무원·중재인이 그것에 의하여 이익을 얻음에 틀림없겠으나(이러한 의미에서 간접수뢰죄라고도 한다)그 증명은 실제상 곤란하고 또 현실로 이익을 얻지 아니하여도 직무집행의 공정을 의심받을만 하므로 공무원의 수익(收益)을 요건으로 하지 않는다. 그러나 한편으로 처벌의 범위가 불명확하게 되지 않도록 '부정한 청탁'을 받은 경우에 한하여 범죄가 성립하도록 한다.

## 수뢰후부정처사죄
수뢰후부정처사죄(收賂後不正處事罪)는 공무원 또는 중재인이 단순수뢰죄·사전수뢰죄 또는 제3자 뇌물공여죄를 범하여 부정한 행위를 하는 죄이다. 1년 이상의 유기징역에 처한다(131조 1항). 본죄의 주체에는 '공무원 또는 중재인이 될 자'도 포함된다고 본다. '부정한 행위를 한다'는 것은 직책위배(職責違背)의 행위를 하는 것이다. 작위이거나 부작위(예；범죄의 묵과, 세금의 면세 등)이거나를 불문하며 따라서 외부에 대한 직무상의 적극적인 처분행위에 한하지 않는다. 그리고 부정한 행위로 말미암아 국가 또는 공공단체에 현실로 손해가 초래되었음을 요하지 않는다.

## 사후수뢰죄
사후수뢰죄(事後收賂罪)는 공무원 또는 중재인이 그 직무상 부정한 행위를 한 후에 뇌물을 수수·요구 또는 약속하거나 제3자에게 이를 공여케 하거나 공여를 요구 또는 약속하는 죄와(131조 2항), 공무원 또는 중재인이었던 자가 그 재직중에 청탁을 받고 직무상 부정한 행위를 한 후에 뇌물을 수수 요구 또는 약속하는 죄이다(131조 3항). 전자는 1년 이상의 유기징역, 후자는 5년 이하의 징역 또는 10년 이하의 자격정지에 처한다.

### 판례
- 형법은 공무원이었던 자가 재직 중에 청탁을 받고 직무상 부정한 행위를 한 후 뇌물을 수수, 요구 또는 약속을 한 때에는 제131조 제3항에서 사후수뢰죄로 처벌하도록 규정하고 있으므로, 뇌물의 수수 등을 할 당시 이미 공무원의 지위를 떠난 경우에는 제129조 제1항의 수뢰죄로는 처벌할 수 없고 사후수로죄의 요건에 해당할 경우에 한하여 그 죄로 처벌할 수 있을 뿐이다[39]

## 알선수뢰죄
알선수뢰죄(斡旋收賂罪)는 공무원이 그 지위를 이용하여 다른 공무원의 직무에 속한 사항의 알선에 관하여 뇌물을 수수 요구 또는 약속하는 죄이다. 3년이하의 징역, 또는 7년 이하의 자격정지에 처한다(132조). 여기의 공무원은 반드시 다른 공무원에의 임면권을 갖거나 압력을 가할 수 있는 법적 관련성을 가질 필요는 없다(판례). '알선'이란 일정한 사항에 관해 중개하는 것이다. 명함·소개장에 선처를 바란다는 정도의 기재가 있어도 알선이 된다. 그러나 공무원으로서의 지위를 이용하는 경우에 한하며, 친구나 친족 기타 사적 관계를 이용하는 경우에는 알선이라 할 수 없다 '뇌물'이 알선행위의 대가여야 함은 물론이다.

### 판례
- 알선수뢰죄는 공무원이 그 지위를 이용하여 다른 공무원의 직무에 속한 사항의 알선에 관하여 뇌물을 수수, 요구 또는 약속하는 것을 그 성립요건으로 하고 있고, 여기서 ‘공무원이 그 지위를 이용하여’라 함은 친구, 친족관계 등 사적인 관계를 이용하는 경우에는 이에 해당한다고 할 수 없으나, 다른 공무원이 취급하는 사무의 처리에 법률상이거나 사실상으로 영향을 줄 수 있는 관계에 있는 공무원이 그 지위를 이용하는 경우에는 이에 해당하고, 그 사이에 상하관계, 협동관계, 감독권한 등의 특수한 관계가 있음을 요하지 않는다고 할 것이다[40].
- 반드시 알선의 상대방인 다른 공무원이나 그 직무의 내용이 구체적으로 특정될 필요까지는 없지만, 알선뇌물요구죄가 성립하려면 알선할 사항이 다른 공무원의 직무에 속하는 사항으로서 뇌물요구의 명목이 그 사항의 알선에 관련된 것임이 어느 정도 구체적으로 나타나야 한다.[41]

## 단순수뢰죄

### 판례

#### 부정 경우
군수 甲이 군 관내에서 사업을 하는 乙로부터 부정한 청탁을 받자 乙에게 甲 자신이 고문으로 있는 대한라이프산악회 군지부에 행사용 수건을 기증할 것을 요구하였고, 乙이 이에 따라 그 산악회 지부에 수건 900매를 전달한 경우 단순수뢰죄는 성립하지 않는다.

## 같이 보기
- 공갈죄

## 참고 문헌
- 이중백, 알기 쉬운 뇌물죄, 서울고시각, 2014. ISBN 9788952623355
- 吳澤林 국내뇌물죄와 해외뇌물죄의 비교 연구